# Mateusz z Szamotuł
Mateusz z Szamotuł (ur. ok. 1491, zm. 19 października 1528) – polski astronom, astrolog, filozof, profesor Uniwersytetu Krakowskiego i Akademii Lubrańskiego.

## Życiorys
Był prawdopodobnie pochodzenia mieszczańskiego. W Szamotułach ukończył szkołę parafialną i w 1509 zapisał się na Wydział Filozofii Uniwersytetu Krakowskiego jako Maciej Chichosz (Mitis) i uzyskał tam kolejno tytuły bakałarza (1511), magistra (1514). Nie wszedł w skład fakultetu i (jako extraneus) dawał bezpłatne lekcje z zakresu filozofii i sztuk wyzwolonych (1514-1517). Dopiero wtedy pzyjęto go w skład Collegium Minus. Prowadził wykłady na Wydziale Filozofii (do 1525), jednocześnie studiując na Wydziale Prawa, zdobywając stopień doktora prawa kanonicznego (1524). Przez jeden semestr (1524/1525) wykładał jeszcze na Wydziale Filozofii, a następnie występuje jako doktor prawa kanonicznego, co prawdopodobnie oznacza przejście na Wydział Prawa.
Przez krótki czas uczył również Akademii Lubrańskiego w Poznaniu (1522-1523). Do Poznania przyjechał również  w 1525 towarzysząc oficjałowi Mikołajowi z Oleśnicy.

## Astronomia
Zachowane prace Mateusza z Szamotuł dotyczą astronomii i astrologii (uprawianych wtedy łącznie). W okresie jego studiów Uniwersytet Krakowski cieszył się dużą sławą ośrodka badań nad astronomią, a Mateusz był jednym z cenionych uczonych. Największe znaczenie ma jego komentarz do traktatu Johannesa de Sacrobosco Ioannis de Sacro Bosco astronomi celeberrimi sphericum opusculum cum lucida et familiari expositione per Matthaeum Shamotuuliensem (1522). W pracy tej, dedykowanej biskupowi Piotrowi Tomickiemu, Mateusz powołuje się na liczne autorytety starożytne, ale także na współczesnych autorów polskich: Jana ze Stobnicy i Macieja z Miechowa. Komentarz cieszył się dużą popularnością w XVI w. i zachowało się jego wiele egzemplarzy.
Mateusz z Szamotuł nie pozostawił po sobie dzieł ściśle filozoficznych. W czasie jego studiów i wykładów, na Uniwersytecie Krakowskim panował pluralizm filozoficzny (via communis). Był to też okres dużego znaczenia szkotysty i humanisty Jana ze Stobnicy, pod którego wpływem pozostawał Mateusz.

## Dzieła
- Ephemerides anni 1420, rękopis w Bibliotece Jagiellońskiej,
- Iudicium anni 1520, rękopis w Bibliotece Jagiellońskiej,
- Ioannis de Sacro Bosco astronomi celeberrimi sphericum opusculum cum lucida et familiari expositione per Matthaeum Shamotuuliensem, 1522, nakł. Jana Hallera w drukarni Floriana Unglera,